# Love Bombing
Als Love Bombing  (Kompositum aus englisch love und bombing, deutsch: „Liebesbombardement“, in diesem Zusammenhang aber auch im Deutschen Love Bombing genannt) wird eine Methode bezeichnet, die oft beim Dating angewandt wird, häufig mit psychischer Manipulation einhergeht und zu emotionalem Missbrauch führen kann. Der sogenannte Love Bomber überschüttet seine Partnerin bzw. seinen Partner oft schon kurze Zeit nach dem ersten Kennenlernen mit  Liebesbekundungen oder Geschenken, mit dem Ziel, die andere Person an sich zu binden sowie Kontrolle und Macht über die Person zu bekommen. Zu Beginn der Beziehung glauben die betroffenen Personen oft, in einer besonders intensiven, besonderen Beziehung zu sein, und merken nicht, dass sie manipuliert werden. Die sogenannten Love Bomber haben häufig narzisstische Wesenszüge und weisen ein geringes Selbstwertgefühl auf, weshalb sie andere für ihre Zwecke gezielt auf- bzw. abwerten, um die andere Person erst an sich zu binden und im weiteren Verlauf der Beziehung zu verunsichern und zu kontrollieren.

## Ursprung und Definition
Der Begriff wurde ursprünglich in den 1970er-Jahren im Zusammenhang mit Sekten genutzt, denn das Phänomen tritt nicht nur in Paarbeziehungen auf, sondern kann auch innerhalb von familiären Beziehungen, Freundschaften oder Sekten zu Manipulationszwecken dienen. Mitglieder der Vereinigungskirche in den Vereinigten Staaten verwendeten Love Bombing zuerst, und es wurde auch von Mitgliedern der Gruppe Children of God (heute: Die Familie) verwendet. Die Psychologieprofessorin Margaret Singer berichtete über das Konzept. In ihrem 1996 erschienenen Buch Cults in Our Midst schreibt sie:

„As soon as any interest is shown by the recruits, they may be love bombed by the recruiter or other cult members. This process of feigning friendship and interest in the recruit was originally associated with one of the early youth cults, but soon it was taken up by a number of groups as part of their program for luring people in. Love bombing is a coordinated effort, usually under the direction of leadership, that involves long-term members’ flooding recruits and newer members with flattery, verbal seduction, affectionate but usually nonsexual touching, and lots of attention to their every remark. Love bombing – or the offer of instant companionship – is a deceptive ploy accounting for many successful recruitment drives.“

„Sobald die Angeworbenen Interesse zeigen, können sie vom Anwerber oder anderen Sektenmitgliedern mit Liebesbomben bombardiert werden. Dieses Verfahren, bei dem Freundschaft und Interesse an dem angeworbenen Mitglied vorgetäuscht werden, wurde ursprünglich mit einer der frühen Jugendsekten in Verbindung gebracht, aber schon bald wurde es von einer Reihe von Gruppen als Teil ihres Programms zur Anwerbung von Menschen aufgegriffen. Love Bombing ist eine koordinierte Anstrengung, in der Regel unter der Leitung der Anführer, bei der langjährige Mitglieder Neulinge und neue Mitglieder mit Schmeicheleien, verbaler Verführung, liebevollen, aber normalerweise nicht sexuellen Berührungen und viel Aufmerksamkeit für jede ihrer Bemerkungen überfluten. Love Bombing – oder das Angebot von sofortiger Kameradschaft – ist ein trügerischer Trick, der für viele erfolgreiche Anwerbungsaktionen verantwortlich ist.“

## Positive Erscheinungsformen
Übermäßige Aufmerksamkeit und Zuneigung stellen kein Love Bombing dar, wenn keine Absicht oder kein Muster für weiteren Missbrauch besteht. Der Psychologe Dale Archer erklärt:

„Um zu verstehen, wie sich Love Bombing vom romantischen Werben unterscheidet, muss man sich ansehen, was als Nächstes passiert, nachdem zwei Menschen offiziell ein Paar sind. Wenn extravagante Zuneigungsbekundungen auf unbestimmte Zeit fortgesetzt werden, wenn die Taten den Worten entsprechen und es keine Abwertungsphase gibt, dann handelt es sich wahrscheinlich nicht um Love Bombing. So viel Aufmerksamkeit kann nach einer Weile lästig werden, ist aber nicht per se ungesund.“

Der britische Autor und Psychologe Oliver James empfahl Love Bombing als eine Technik, mit der Eltern ihren problembelasteten Kindern helfen können. Er beschrieb sie als „Zeit, die man seinem Kind widmet, um es zu verwöhnen und mit Liebe zu überhäufen, und in angemessenem Rahmen auf jeden seiner Wünsche einzugehen“. 2011 probierte Heidi Scrimgeour, eine Reporterin des Daily Express, die Technik mit ihrem Sohn aus und berichtete:

„Es ist keine neuartige Wissenschaft, dass es sich positiv auf das Verhalten eines Kindes auswirkt, wenn es mit Zuneigung überschüttet wird, aber was mich überraschte, war, wie sehr sich mein Verhalten veränderte. Das Love Bombing ermöglichte es mir, mein Kind mit anderen Augen zu sehen, meine Haltung ihm gegenüber wurde weicher und er schien sich im Glanz der positiven Aufmerksamkeit zu sonnen.“